# Polygonum galapagense
Polygonum galapagense là một loài thực vật có hoa trong họ Rau răm. Loài này được Caruel miêu tả khoa học đầu tiên năm 1889.